# Área 7
Área 7 es una banda peruana de rock  procedente de Lima, Perú. Está formada completamente por mujeres: Diana Foronda (voz), Fátima Foronda (guitarra/coros), Katia Villavicencio (guitarra), Carla Espinoza (bajo/coros) y Angiela Fiorella (batería). El nombre deriva del de la banda angelina L7, también integrada completamente por mujeres.
La banda fue formada en 1999, por las hermanas Foronda, a la que, después, se unirían Josie Romani, Karol Uriol y, finalmente, Evelyn Matos dando pasó a una formación estable.

## Historia

### Primera etapa
La banda fue creada en 1999, en Lima, iniciando un movimiento de rock 100% femenino en Perú (aunque, en sus inicios, contaron con un hombre en sus filas y, actualmente, siguen contando con colaboraciones de varones puntualmente). La banda nace cuando Fátima y Diana Foronda deciden formar un grupo que tocara canciones versionadas de bandas como Pearl Jam, Alice in Chains o Nirvana. Ese mismo año, la primera formación de Área 7 comienza a tocar en locales de Barranco y Miraflores, aproximadamente por dos años.
En el 2000, estas integrantes deciden tomar otros rumbos, por lo cual, las hermanas Foronda comienzan a buscar nuevos integrantes, fueran hombres o mujeres. Después de colocar avisos se contactaron con Josie Romani (anterior baterista del grupo). La química surgió de forma inmediata, Josie contactó a Karol Uriol (guitarrista por naturaleza), la cual decidió apoyar a la banda en el bajo y es así como surgen los temas propios, algunas tocadas como banda que recién se daba a conocer. 
Su primer concierto grande fue en el "5to Desgraciadazo" (5 de julio del 2003), compartiendo escenario con Contracorriente, Ni Voz Ni Voto, R3SET, Masacre y 6 voltios, entre otros. Ya para ese año, la banda estaba sólida, comienzan los conciertos masivos con bandas como D'Mente Común o Leusemia.
En 2004, en la tercera entrevista en "TVRock" emitida por el Canal Nacional, lanzan su material discográfico Área 7 EP. Después de varios viajes a provincia y conciertos en Lima, la banda es llamada para varios discos compilatorios y el material fotográfico fue incluido en agendas de rock.
En el 2006, la banda fue invitada por la reconocida bailarina de música contemporánea Morella Petrozzi a formar parte de "Género Femenino", que incluiría la música de Área 7 en vivo, lanzaron con fuerza su nuevo material, llamado Máquina de Almas, producido por Morrison Records, el cual se movió en países como Argentina, México, Chile y Ecuador, países que les concedieron a las chicas la oportunidad de ser entrevistadas en vivo (Argentina) y vía internet. Continuaron promocionando este nuevo material en diversos medios de comunicación, como en conciertos en Lima, con una nueva integrante: Evelyn Matos, la encargada del bajo y que ingresó en la banda en octubre del 2007.

### Cambio de sonido
En el año 2010, posteriormente lanzaron su tercer material discográfico de forma virtual, llamado 1.9.8.4, en tan solo una semana tuvo más de 4.200 descargas. Es un disco tributo a Pamela Heredia, amiga muy cercana al grupo, que falleció en el 2008. No obstante, luego de ese acontecimiento, una nueva integrante ingresó a formar parte del proceso de composición, arreglos y producción en general, Illari Arbe, que  contaba con solo 17 años de edad.
Este disco, marca la transición en el sonido que toma la banda respecto al de nü metal anterior, estilo que se mantendría hasta la actualidad. Este sonido hace navegar entre el punk rock, heavy metal y rock alternativo; además, está acompañado por un arte gráfico donde se muestra a la banda interactuando con aves rapaces, propuesta visual que envuelve la actitud y la fuerza del grupo.
Debido a la problemática de las bandas femeninas en el circuito roquero de Perú, Diana Foronda (Área 7) y Ro Cruz del Castillo (Cherrylips), se decidieron a crear su propio circuito de bandas de solo chicas. Así nació el festival "Girls of Rock" en el 2011. Festival que se realiza cada año y que sigue vigente a la fecha. 

"Algunos de estos problemas son: si las ponen en festivales, las ubican en horarios en donde no hay público aún, o a abrir a bandas de chicos con menor tiempo en la escena que ellas. Como si las quisieran poner debajo de la alfombra. En los festivales de rock, te das cuenta que todas las bandas son solo de chicos. La tenemos más difícil nosotras porque es como si los hombres creyesen que esto les pertenece", dijo Alisson Montoya, bajista de la banda Cherrylips.

En el 2012 llegaría su "primera experiencia internacional", al ser elegidas como banda telonera de The Agonist, quienes se embarcarían en el “South American Tour” para llegar a la ciudad de Lima, donde se presentaron el día miércoles 25 de julio en “Yield Bar Rock” ubicado en la Plaza San Martín.
El 14 de junio del 2013 pudieron compartir escenario con las bandas argentinas reconocidas, Rata Blanca y Catupecu Machu, en el evento denominado "Acustirock Argentina", que se llevó a cabo en el escenario del Embarcadero 41.
El 1 de febrero del 2014, a punto de estrenar el videoclip de su tema "Mírate en mí", el 9 de febrero, filmado y editado por ellas mismas, las hermanas Diana (voz) y Fátima Foronda (guitarra) conversaron con Perú.com para hablar de sus inicios e influencias musicales así mismo del actual género musical que estaban desempeñando.

Perú.com: "¿Creen que su género, el nü metal, aún no ha muerto?"

Fátima: "Comenzamos a tocar temas de esa influencia: Korn, Linkin Park, Limp Bizkit. Nosotras somos de esa escuela. Pero muy aparte, nosotras escuchábamos grunge y nuestras amigas escuchaban metal: Metallica, Iron Maiden, Alice in Chains. Entonces, tocábamos ese tipo de música también por la exigencia. Poco a poco, cuando vamos agarrando más cancha, ese estilo va cambiando y va mutando, y ya no es un nü metal, pero es un rock más pesado".

Diana: "Porque, también, hay canciones que son punk, otras que son grunge, y algunas son rock alternativo. Surfeamos bastante en lo que es el heavy, el punk y el grunge, para no aburrirnos."

El 10 de octubre del 2014, Área 7 lanzó la versión física de su producción musical 1984, bajo el sello Morrison Récords. “1984” versión física llega luego de una remezcla y remasterización que logran definir más acertadamente el sonido del conjunto.
El 25 de octubre participaron en "Revolución caliente", festival donde diversas bandas se presentaron en el Estadio Nacional.
En julio de 2025, la vocalista Diana Foronda anunció que fue diagnosticada de cáncer de útero.

### Controversias
El 15 de junio del 2015, Diana y Fátima Foronda se dieron cita en la redacción de Perú.com para conversar sobre el videoclip de "Ni mejor ni peor" donde, las chicas, fueron las responsables de la realización. Producción audiovisual que dio que hablar por su explícito apoyo a la unión civil entre personas del mismo sexo.

"Para ninguna persona es novedad que estemos a favor de la Unión Civil, porque tenemos una aceptación muy importante con los chicos y las chicas que luchan por este derecho. En realidad, estamos abiertas a cualquier tipo de demostración de amor", explicó Fátima Foronda, segunda guitarra de Área 7.

Por su parte, Diana Foronda recalcó el cuidado que tuvo la edición de este material, pues tampoco pretendían herir susceptibilidades: 

"El tema de la edición, lo hemos manejado al detalle y, aunque haya algunas escenas sugerentes, la aceptación del videoclip ha sido buena en las redes sociales, y es algo que nos quita un peso de encima", señaló la vocalista de la agrupación.

En febrero del 2016 brindaron una breve sesión acústica para el diario El Comercio, uno de los más importantes del país. Tocaron los temas "Ni mejor ni peor" y "Espectro".
En septiembre del 2016, se dio a conocer las bandas teloneras de Slipknot en su visita a Lima: A.N.I.M.A.L(Arg), Por Hablar, Contracara y Área 7. La elección de esta última generó mucho rechazo entre las personas que asistirían al concierto, debido a que argumentaban: "el sonido de Área 7 es demasiado liviano comparado con el de Slipknot".
Por lo tanto, en el mes siguiente (octubre), la banda anunció en Facebook su decisión de renunciar a su participación en el concierto que Slipknot daría en Lima el 18 de octubre, debido a la agresividad con la que el anuncio de su elección como teloneras fue recibida.

"Dejamos claro que no es cobardía, no nos caracterizamos por eso, al contrario, tomar estas decisiones pone a prueba la valentía de cualquiera, tanta agresividad estaba afectando la producción del show y ante esta realidad a veces se deben tomar decisiones difíciles". Señalaba el comunicado.

Sin embargo, pocos días después volverían a ser elegidas como teloneras para una banda de éxito internacional, como lo es Guns N' Roses, el cual se llevaría a cabo el 27 de octubre de ese año.

"Pedimos respeto y un poco de soporte, hay gente muy hostil, pero estamos preparadas para ello y estamos preparadas para ofrecerle lo mejor a nuestros hermanos peruanos", señaló Diana Foronda, integrante de la banda femenina a RPP.

Finalmente, ese concierto se llevó a cabo con total normalidad con una performance que, pese a no ser espectacular, cumplió su papel. Comenzaron el show con cinco canciones, treinta minutos y pocas interrupciones.

"Estamos felices y agradecidas por la buena recepción del público. Esta era la oportunidad para demostrar todo lo que somos, agarrar valentía y salir al escenario. Teníamos una gran responsabilidad y ha sido increíble", manifestó Diana Foronda.

El 29 de marzo de 2025 fueron programadas como una banda importante en horario estelar. Área 7, acostumbradas a ser programadas al mediodía, fueron incluidas en un horario importante en la noche. Se les cuestionó que uno de los inversores en el evento podría ser Micky González, pareja de una integrante del grupo, podría haber beneficiado con la programación de la banda.

## Miembros
Esta sección no dispone de una información exacta. Esto se debe a que, Área 7, desde sus inicios ha contando con un gran paso de músicos en sus filas, muchos de ellos fugaces. Actualmente, los cambios de formación siguen siendo más o menos constantes; esto hace que sea difícil identificar algunos miembros antiguos, con la consiguiente omisión de algunos nombres (debido a la imposibilidad de identificar a todos), o que la información de miembros actuales quede obsoleta con frecuencia.

### Actuales
- Diana Foronda - voz (ocasionalmente, guitarra)
- Fátima Foronda - guitarra, coros
- Katia Villavicencio - guitarra
- Carla Espinoza - bajo
- Angiela Fiorella Carranza - batería

### Antiguos
- Karol Uriol - bajo/guitarra
- Evelyn Matos - guitarra/bajo
- Alejandra Torres - guitarra
- Ellis Sánchez - bajo
- Josie Romani - batería
- Illari Arbe - batería
- Daniela Silva - batería

## Discografía

### Álbumes
- Máquina de Almas - 2006
- 1.9.8.4 - 2010

### EP
- Área 7 - 2004